# カール・レーフラー (ゲシュタポ)
カール・レーフラー (Karl Löffler) は、ナチス・ドイツ時代の国家社会主義ドイツ労働者党（ナチ党）の党員で、1930年代から1940年代にかけて、ドイツのケルンにおけるゲシュタポ（秘密国家警察）の「ユダヤ・デスク」（ユダヤ人関係を扱う部局）の責任者を務めた人物。そのような立場にあったため、ケルンにおけるユダヤ人コミュニティの強制収容所への移送に関わったとして告発された。
戦後、レーフラーは完全に放免された。レーフラーは、非ナチ審査において「罪状軽微」とされ、年金は取り消されたもののそれ以上の罪には問われなかった上、控訴して取り消された年金の回復を勝ち取り、さらにはゲシュタポにおける昇進を考慮させて年金額を増額することにも成功した。
アメリカ合衆国の歴史学者エリック・A・ジョンソンは、著書『Nazi Terror: The Gestapo, Jews, and Ordinary Germans』の中で、彼が「ローカルなアイヒマンたち (local Eichmanns)」と称している事例のひとつとしてレーフラーを挙げている。ジョンソンが指摘するところによれば、各地のゲシュタポの署長たちは告発されるのが常であったが、それ以下の役職者はそれを免れることも多かったという。